# Afriške igre
Afriške igre, znane tudi kot Vseafriške igre ali Panafriške igre, so celinski večšportni dogodek, ki poteka na vsaka štiri leta pod vodstvom Afriške unije (AU), Združenja nacionalnih olimpijskih komitejev Afrike (ANOCA) in Zveze afriških športnih konfederacij (AASC).
Vse tekmujoče države so z afriške celine. Prve igre pod imenom Vseafriške igre so potekale leta 1965 v Brazzavillu v Kongu. Igram je Mednarodni olimpijski komite dodelil uradno priznanje kot celinskemu večšportnemu dogodku, skupaj z Azijskimi igrami in Panameriškimi igrami. Od leta 1999 so na sporedu tudi igre športnikov z invalidnostjo, tako imenovane Paraafriške igre.
Vrhovni svet za šport v Afriki (SCSA) je bil organizacijsko telo za igre. 26. julija 2013 je potekala izredna skupščina Vrhovnega sveta za šport v Abidžanu v Slonokoščeni obali. Skupščina je potekala ob robu 5. zasedanja konference ministrov za šport Afriške unije, ki se je začela 22. julij 2013, in je priporočila razpustitev vrhovnega sveta za šport v Afriki in tudi prenos vseh funkcij, sredstev in obveznosti s SCSA na Komisijo Afriške unije. Danes je organizacija Afriških iger v domeni treh udeležencev, AU (lastniki in upravljavci iger), ANOCA (zadolženi za tehnične vidike iger) in AASC (razvoj politike trženja, sponzorstva in raziskovalna sredstva).
Po izvedbi enajstih iger so se Vseafriške igre preimenovale v Afriške igre. Odločitev za spremembo imena so sprejeli na seji izvršnega sveta Afriške unije, ki je potekala v Adis Abebi v Etiopiji januarja 2012.

## Zgodovina

### Začetki
Ustanovitelj sodobnih olimpijskih iger Pierre de Coubertin je zasnoval Panafriške igre že leta 1920. Kolonialne sile, ki so takrat vladale Afriki, so bili pozorne na idejo. Pomen povezovalnega vidika športa med afriškim prebivalstvom bi lahko namreč povzročil zahteve za uveljavitev neodvisnosti.
Poskusno so bile organizirane igre v alžirskem Alžiru leta 1925 in v egiptovski Aleksandriji leta 1928, a so bila kljub pomembnim prispevkom s strani koordinatorjev iger prizadevanja za njihovo izvedbo neuspešna. Prvi afriški član Mednarodnega olimpijskega komiteja (MOK), v Grčiji rojeni egiptovski atlet, šprinter Angelo Bolanaki, je doniral izgradnjo štadiona, vendar je do izvedbe iger prišlo šele čez tri desetletja.

### Prijateljske igre
V začetku leta 1960 so francosko govoreče afriške države organizirale Igre prijateljstva. Igre sta organizirala Madagaskar (1960) in nato Slonokoščena obala (1961). Tretje igre naj bi orgnizirali v Senegalu leta 1963. Preden so bile izvedene, so se afriški ministri za mladino in šport srečali v Parizu leta 1962. Ker je bilo nekaj angleško govorečih držav že udeležencev iger, so igre pripravili kot Panafriške igre. Igre so prejele uradno priznanje s strani MOK skupaj z drugimi celinskimi igrami, kot so Azijske igre in Panameriške igre.

### Igre
Prve igre pod imenom Vseafriške igre so potekale julija 1965 v Brazzavillu v Kongu. Tekmovalo je okoli 2500 športnikov iz 30 držav. Po številu osvojenih medalj je bil najuspešnejši Egipt, tedaj še pod imenom Združena arabska republika.
Leta 1966 je SCSA, ki je organizacijsko vodil igre, dodelil izvedbo drugih Vseafriških iger mestu Bamako v Maliju. Druge igre naj bi potekale leta 1969, vendar pa so izgre odpovedali zaradidržavnega udara v Maliju. Lagos, Nigerija je vstopil kot gostitelj za igre leta 1971. Te igre so bile nazadnje izvedene šele leta 1973 zaradi vojne v Biafri.
Leta 1977 so bile načrtovane 3. igre v Alžiriji, vendar so bile zaradi tehničnih razlogov odložene za eno leto in so potekale leta 1978. Naslednje igre so bile načrtovane v Keniji leta 1983, vendar so bile prestavljene na leto 1985 in na koncu izpeljane v Nairobiju leta 1987.
Nadalje so bile igre izvedene v štiriletnem olimpijskem ciklusu. Igre so bile organizirane v Kairu, Harareju, Johannesburgu in Abuji. Leta 2007, je Alžir ponovno gostil igre in tako postal prvo mesto gostitelj, ki je drugič organiziral igre. Septembra 2011 so Vseafriške igre potekale v Maputu, Mozambik in septembra 2015 drugič v Brazzavillu v počastitev 50. obletnice izvedbe prvih iger. Igre v Brazavillu so že potekale pod imenom Afriške igre.

## Udeleženci iger
Vseh 53 članic Združenja nacionalnih olimpijskih komitejev Afrike (ANOCA), so upravičene sodelovati na igrah. V zgodovini je tudi vseh 53 nacionalnih olimpijskih komitejev (NOK) poslalo tekmovalce na igre.
Južnoafriški republiki je bila prepovedana udeležba na Vseafriških igrah od leta 1965 do 1995 zaradi politike apartheida. Ko je bila diskriminatorna politika proti temnopoltim Afričanom in drugim nebelopoltim prebivalcem uradno končana, je bila Južnoafriška republika prvič povabljena kot udeleženka iger.
Maroko je sodeloval na igrah od prve izdvedbe iger leta 1965 do leta 1978. Od takrat ima prepoved udeležbe igrah zaradi političnega spora glede Zahodne Sahare. Maroko obravnava ozemlje Zahodne Sahare kot "južne province" in obvladuje 80% ozemlja, medtem, ko Demokratična arabska republika Sahara obvladuje preostalih 20% in ta teritorij imenuje kot "Svobodna zona" in ozemlje pod oblastjo Maroka imenuje »Zasedeno ozemlje«. Maroko pa ozemlje pod nadzorom Demokratične arabske republike Sahara obravnava kot »blažilni pas«.
| Leto | Igre | Gostitelj    | Datum                             | Držav udeleženk                   | Tekmovalcev                       | Tekmovalcev                       | Tekmovalcev                       | Število športnih panog            | Športni dogodki                   | Najuspešnejša država po številu medalj |
| Leto | Igre | Gostitelj    | Datum                             | Držav udeleženk                   | Moški                             | Ženske                            | Skupaj                            | Število športnih panog            | Športni dogodki                   | Najuspešnejša država po številu medalj |
| ---- | ---- | ------------ | --------------------------------- | --------------------------------- | --------------------------------- | --------------------------------- | --------------------------------- | --------------------------------- | --------------------------------- | -------------------------------------- |
| 1965 | I    | Brazzaville  | 18. do 25. julij                  | 30                                |                                   |                                   | 2500                              | 10                                | 54                                | Združena arabska republika             |
| 1969 | –    | Bamako       | Zaradi državnega udara odpovedane | Zaradi državnega udara odpovedane | Zaradi državnega udara odpovedane | Zaradi državnega udara odpovedane | Zaradi državnega udara odpovedane | Zaradi državnega udara odpovedane | Zaradi državnega udara odpovedane | Zaradi državnega udara odpovedane      |
| 1973 | II   | Lagos        | 7. do 18. januar                  | 36                                |                                   |                                   |                                   | 12                                | 92                                | Egipt                                  |
| 1978 | III  | Alžir        | 13. do 28. julij                  | 45                                |                                   |                                   | 3000                              | 12                                | 117                               | Tunizija                               |
| 1987 | IV   | Nairobi      | 1. do 12. avgust                  | 41                                |                                   |                                   |                                   | 14                                | 164                               | Egipt                                  |
| 1991 | V    | Kairo        | 20. september do 1. oktober       | 43                                |                                   |                                   |                                   | 18                                | 213                               | Egipt                                  |
| 1995 | VI   | Harare       | 13.do 23. september               | 46                                |                                   |                                   | 6000                              | 19                                | 224                               | Republika Južna Afrika                 |
| 1999 | VII  | Johannesburg | 10 do 19. september               | 51                                |                                   |                                   | 6000                              | 20                                | 224                               | Republika Južna Afrika                 |
| 2003 | VIII | Abuja        | 5. do 17. oktober                 | 50                                |                                   |                                   | 6000                              | 22                                | 332                               | Egipt                                  |
| 2007 | IX   | Alžir        | 11. do 23. julija                 | 52                                |                                   |                                   | 4793                              | 27                                | 374                               | Egipt                                  |
| 2011 | X    | Maputo       | 3. do 18. september               | 53                                |                                   |                                   | 5000                              | 20                                | 249                               | Republika Južna Afrika                 |
| 2015 | XI   | Brazzaville  | 4. do 19. september               | 54                                |                                   |                                   | 15000                             | 22                                |                                   | Egipt                                  |
| 2019 | XII  |              | Bodoči gostitelji                 | Bodoči gostitelji                 | Bodoči gostitelji                 | Bodoči gostitelji                 | Bodoči gostitelji                 | Bodoči gostitelji                 | Bodoči gostitelji                 | Bodoči gostitelji                      |

## Športi
V zgodovini Afriških iger so se tekmovalci pomerili v 33 športnih panogah.
| Šport          | Leto            |
| -------------- | --------------- |
| Atletika       | od 1965         |
| Badminton      | od 2003         |
| Bejzbol        | od 1999 do 2003 |
| Košarka        | od 1965         |
| Boks           | od 1965         |
| Kajakaštvo     | od 2011         |
| Šah            | od 2003         |
| Kolesarstvo    | od 1965         |
| Športni ples   | od 2015         |
| Skoki v vodo   | od 1995         |
| Konjeništvo    | od 2007         |
| Sabljanje      | od 2007         |
| Nogomet        | od 1965         |
| Gimnastika     | od 1991         |
| Rokomet        | od 1965         |
| Hokej na travi | od 1987 do 2003 |
| Judo           | od 1965         |

| Šport          | Leto    |
| -------------- | ------- |
| Petanka        | od 2015 |
| Karate         | od 1991 |
| Kikboks        | od 2007 |
| Netball        | od 2003 |
| Veslanje       | od 2007 |
| Jadranje       | od 2007 |
| Strelstvo      | od 1991 |
| Softball       | od 2015 |
| Skvoš          | od 2003 |
| Plavanje       | od 1965 |
| Namizni tenis  | od 1973 |
| Tekvondo       | od 1987 |
| Tenis          | od 1965 |
| Triatlon       | od 2011 |
| Odbojka        | od 1965 |
| Dviganje uteži | od 1965 |
| Rokoborba      | od 1965 |

## Vpliv Vseafriških iger
Pri poslovnem potovanju v Kongo, je sovjetsko-armenski diplomat Ashot Melik-Shahnazaryan dobil idejo za organizacijo Panarmenskih iger, ki so bile prvič organizirane leta 1999 in do danes skupaj šestkrat.